# Tufão Cempaka
O tufão Cempaka, foi um ciclone tropical moderadamente forte e de vida bastante longa que causou danos substanciais na China e no Vietname no final de Julho de 2021. A sétima tempestade chamada tempestade e o quarto tufão da temporada de tufões no Pacífico de 2021, a tempestade formou-se a partir de uma perturbação tropical a oeste das Filipinas a 17 de julho. Por volta da mesma época, a JMA reconheceu o sistema como uma depressão tropical, com a JTWC a emitir um TCFA para o distúrbio. A tempestade deslocou-se lentamente para noroeste em direcção à China, e a 19 de julho, o sistema fortaleceu-se numa tempestade tropical e foi-lhe dado o nome de Cempaka pela JMA. No dia seguinte, Cempaka atingiu o seu pico de intensidade, atingindo o seu pico como um tufão equivalente de Categoria 1, antes de atingir a China mais tarde nesse dia. Posteriormente, Cempaka enfraqueceu rapidamente à medida que se deslocava para o interior, enfraquecendo para uma depressão tropical a 21 de julho. A tempestade iniciou subsequentemente uma volta no sentido contrário ao dos ponteiros do relógio, deslocando-se para oeste através do sul da China, e virando para sul e emergindo no Golfo de Tonkin a 23 de Julho. Posteriormente, Cempaka virou-se para leste durante os dias seguintes, antes de se dissipar sobre o sul de Ainão, a 26 de julho.

## História meteorológica
Às 18:00 UTC de 16 de julho, a Agência Meteorológica do Japão (JMA)  começou a monitorar um distúrbio tropical que se formou no Mar da China Meridional, a oeste das Filipinas. Movendo-se para oeste e depois para oeste-noroeste, o sistema intensificou-se ainda mais para uma depressão tropical e foi designado como Invest 99W pelo Joint Typhoon Warning Center (JTWC) duas horas depois, com suas chances de desenvolvimento sendo "baixas". Localizado a aproximadamente 224 nmi (415 km; 258 mi) ao sul-sudeste de Hong Kong, imagens de satélite multiespectrais sobre a perturbação revelaram um amplo centro de circulação de baixo nível com convecção (ou tempestades) em ciclogenêses explosiva sobre o centro. A análise das condições no Mar da China Meridional descreveu um ambiente favorável para o desenvolvimento, com temperaturas quentes da superfície do mar de até 31–32 °C (88–90 °F) e bom escoamento radial, sendo inibido por quantidades baixas a moderadas de cisalhamento do vento. O potencial de desenvolvimento de ciclones tropicais do sistema foi posteriormente atualizado para médio, e por volta das 23:00 UTC, o JTWC emitiu um Alerta de Formação de Ciclones Tropicais para o sistema conforme o sistema se tornava mais organizado. No dia seguinte, o JTWC havia atualizado o sistema para uma depressão tropical, designando-o como 10W, uma vez que tinha uma estrutura convectiva melhorada e havia desenvolvido uma circulação de baixo nível definida. O JTWC atualizou o sistema para uma tempestade tropical, já que seu centro de circulação de baixo nível se organizou mais, com estrutura de faixas aprimorada. Às 00:00 UTC do dia seguinte, a JMA atualizou o sistema para uma tempestade tropical e atribuiu o nome de Cempaka. Às 21:00 UTC, o JTWC declarou Cempaka um tufão de categoria 1, pois desenvolveu um 15 milhas náuticas (28 km; 17 mi) olho largo e irregular. Mais tarde, a JMA o atualizou para uma forte tempestade tropical às 00:00 UTC do dia seguinte. A tempestade atingiu a costa perto de Yangjiang, em 20 de julho, e posteriormente enfraqueceu-se rapidamente para uma depressão tropical em 21 de julho. Nos dias seguintes, o sistema moveu-se para sudoeste, cruzou a cidade de Móng Cái , província de Quảng Ninh, no Vietname, na noite de 22 de julho, e depois avançou para o Golfo de Tonquim em 23 de julho. Depois disso, a tempestade virou para o leste e continuou esse movimento por mais alguns dias. Em 26 de julho, Cempaka se dissipou na costa sul de Ainão.

## Preparações e impacto

### China
Em Cantão, 105.000 pessoas foram evacuadas quando Cempaka se aproximava da província. As autoridades locais ordenaram o fechamento de 57 destinos turísticos costeiros, ligaram de volta para 36.280 embarcações de pesca e pediram que 16.243 trabalhadores da piscicultura fossem evacuados para a costa, de acordo com o departamento de gerenciamento de emergência da província. A cidade de Yangjiang implementou controles de tráfego em muitas estradas e emitiu um alerta vermelho para tempestades. Também chamou de volta 384 embarcações de pesca e pediu que 2.680 trabalhadores da piscicultura fossem evacuados para a costa. Quase 5.000 pessoas na cidade foram evacuadas para um local seguro. Em Cantão, o Aeroporto Internacional de Guangzhou Baiyun cancelou 127 voos e atrasou 19 voos de ida até às 17:15 horas locais de terça-feira. No condado de Yangxi, o departamento de transporte local despachou 325 funcionários e policiais, inspecionou 120 veículos para realizar resgate de tufões, desobstrução de estradas e desvio de tráfego e liberou mais de 80 bloqueios de estradas. Um total de 20 casas foram danificadas, das quais 7 foram severamente danificadas e 13 parcialmente danificadas, juntamente com algumas instalações de tráfego rodoviário. No total, as perdas econômicas totalizaram US $ 4,25 milhões no condado.

### Hong Kong

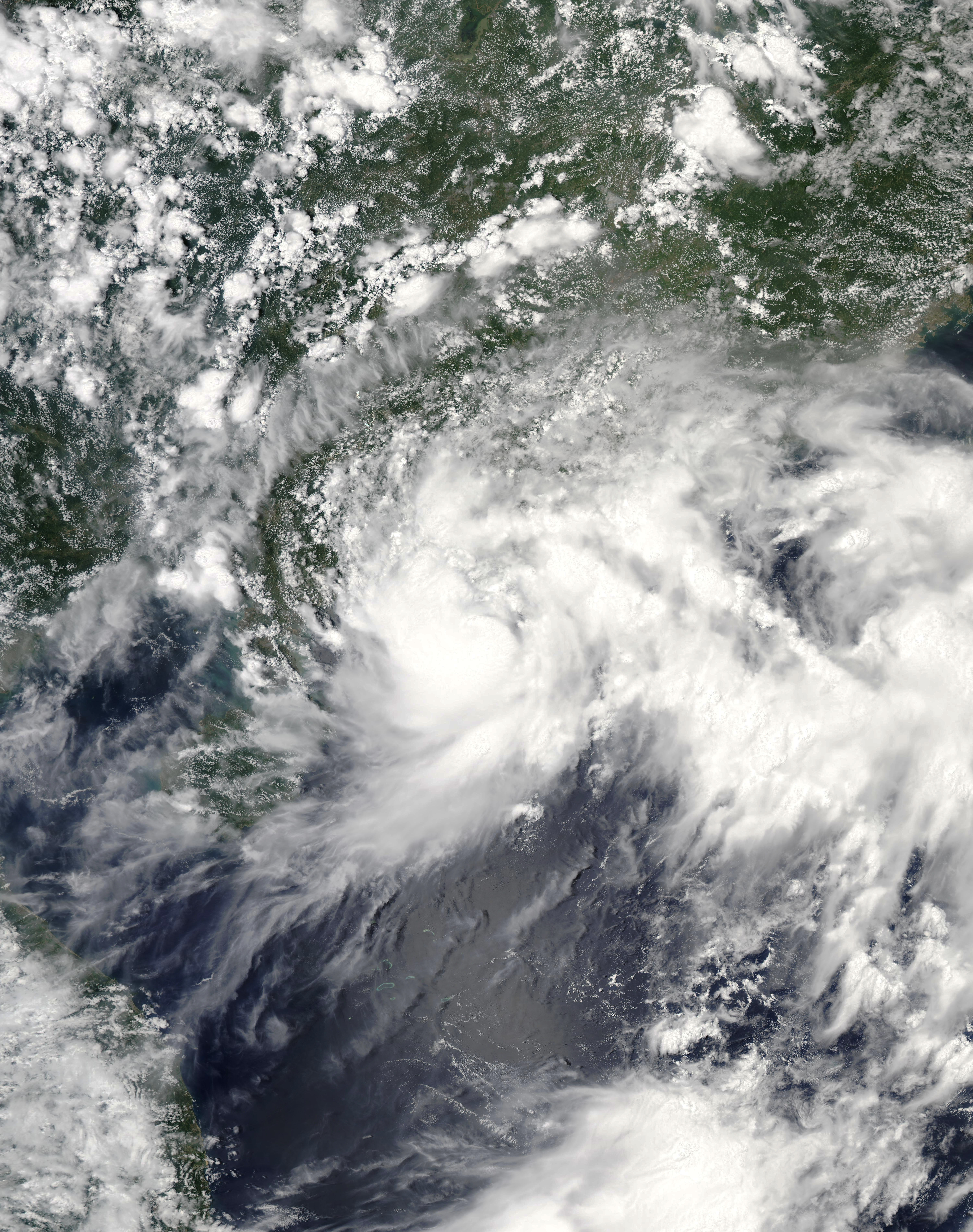
Cempaka como uma tempestade tropical em 19 de julho

O Observatório de Hong Kong (HKO) emitiu um alerta de Sinal nº 1 em 18 de julho, às 21h40, horário local (01h40 UTC ), já que Cempaka estava localizado a 800 km de Hong Kong. No dia seguinte, um alerta de sinal nº 3 foi novamente emitido pelo observatório, às 4:10 PM hora local (8:10 UTC). Em meio a um sinal de alerta nº 3, um caminhante de 60 anos foi encontrado morto após horas de longa busca e foi descoberto que foi arrastado por uma enchente após chegar a Hero Falls, disse a polícia.

### Vietname
2 pessoas morreram, respectivamente, de Vĩnh Long e Cà Mau, devido ao desabamento de uma casa. Além disso, 137 casas desabaram e 125 telhados foram removidos. Um deslizamento de terra também foi relatado na margem de um rio no distrito de Ngọc Hiển. Em Thanh Hóa, o distrito sofreu fortes chuvas devido à influência de Cempaka como uma depressão tropical enfraquecida. Avaliando a complicada situação de enchente, o governo distrital evacuou 305 famílias e cerca de 1.400 pessoas para um local mais seguro. As inundações causaram alguns danos em Muong Lat. Na tarde de 23 de julho, enchentes passaram pela comuna de Quang Chieu, varrendo uma ponte temporária que conectava a aldeia Pung a três aldeias, as aldeias Suoi Tut e Con Dao, o que dificultou a viagem de quase 180 famílias. O governo enviou pessoas para vigiar, não permitindo a passagem de pessoas e veículos. A cidade de Lao Cai sofreu chuvas torrenciais, submergindo muitas estradas e ruas e causando a inundação de centenas de famílias.

### Em outro lugar
Nas Filipinas, o sistema intensificou as monções predominantes do sudoeste, junto com In-fa (conhecido localmente como Fabian). Como resultado, o PAGASA emitiu avisos de chuvas intensas para a região metropolitana de Manila e várias outras províncias próximas. Em Macau, o Gabinete de Meteorologia e Geofísica de Macau (SMG) emitiu um alerta de Sinal nº 3 às 14h30 e manteve-se em vigor durante o resto do dia. O diretor-gerente que supervisiona a barragem de Xayaburi no Laos, que refletiu a descarga de volumes do rio Mekong que atravessa a usina, afirmou que a vazão era de 8.000 metros cúbicos por segundo, um aumento da média de 3.588 metros cúbicos por segundo durante o período de 1 a 24 de julho, com o aumento sendo atribuído ao Cempaka.